# Díszes vitézsas
A díszes vitézsas (Spizaetus ornatus) a madarak osztályának a vágómadár-alakúak (Accipitriformes) rendjéhez, ezen belül a vágómadárfélék (Accipitridae) családjához tartozó faj.

## Rendszerezése
A fajt François Marie Daudin francia zoológus írta le 1800-ban, a Falco nembe Falco ornatus néven.

## Alfajai
- Spizaetus ornatus vicarius (Friedmann, 1935) - Mexikó déli része, Közép-Amerika országai valamint nyugat-Kolumbia és Ecuador
- Spizaetus ornatus ornatus (Daudin, 1800) - közép-Kolumbia és onnan délre egészen Argentína északi részéig [2]

## Előfordulása
Mexikó déli részétől, Közép-Amerikán keresztül, Észak-Argentínáig, valamint Trinidad és Tobago szigetein honos. Természetes élőhelyei a szubtrópusi és trópusi síkvidéki és hegyi esőerdők, valamint mocsári erdők. Állandó, nem vonuló faj.

## Megjelenése
Testhossza 67 centiméter, szárnyfesztávolsága 107-127 centiméter, testtömege 835-1610 gramm. Jellemző bélyege a felmereszthető sötétszürke színű bóbitája és nyakának és vállainak élénk gesztenyebarna vagy vöröses színe. Háta többnyire palaszürke, hasoldala fehér, sötétbarna csíkozással. A fiatal madár tollazata sokkal világosabb, feje és tollbóbitája fehér. A tollkoronát izgatott állapotban a madár felmereszti. Szárnya rövid és nagyon széles. Lába és karmai erősek. Csüdje tollas. Lábfeje élénk sárga.
|  |  |

## Életmódja
A madár egy életre választ párt, a madarak gyakran együtt vadásznak. Tápláléka madarakból ( hokkók, gázlómadarak és papagájok) és kisebb testű emlősökből áll.

## Szaporodása
Az ivarérettséget 3-5 éves korban éri el. Másfél méter átmérőjű fészkét a lombkoronában, 30 méter magasan, vastag ágakból építi. Belül zöld levelekkel béleli a fészket. A fészekaljban többnyire 1 tojás található. A tojáson a tojó körülbelül 35 napig kotlik. A fiatal madarak 110-115 nap után repülnek ki.

## Természetvédelmi helyzete
Az elterjedési területe rendkívül nagy, de gyorsan csökken, egyedszáma  13300-33300  példány közötti és szintén csökken. A Természetvédelmi Világszövetség Vörös listáján mérsékelten fenyegetett fajként szerepel.